# Нова-Фрибургу (микрорегион)

Нова-Фрибургу на карте.

Нова-Фрибургу (порт. Microrregião de Nova Friburgo) — микрорегион в Бразилии, входит в штат Рио-де-Жанейро. Составная часть мезорегиона Центр штата Рио-де-Жанейро. Население составляет 	233 245	 человек (на 2010 год). Площадь — 	2088,697	 км². Плотность населения — 	111,67	 чел./км².

## Демография
Согласно сведениям, собранным в ходе переписи 2010 г. Национальным институтом географии и статистики (IBGE), население микрорегиона составляет:						
| Полное население                             | Полное население                             | Полное население                             | Полное население                             | 233 245 |
| -------------------------------------------- | -------------------------------------------- | -------------------------------------------- | -------------------------------------------- | ------- |
| в том числе:                                 | Городское население                          | 187 814                                      | Процент городского населения, %              | 80,52   |
|                                              | Сельское население                           | 45 431                                       | Процент сельского населения, %               | 19,48   |
|                                              | Мужское население                            | 113 137                                      | Процент мужского населения, %                | 48,51   |
|                                              | Женское население                            | 120 108                                      | Процент женского населения, %                | 51,49   |
| Плотность населения, чел/км²                 | Плотность населения, чел/км²                 | Плотность населения, чел/км²                 | Плотность населения, чел/км²                 | 111,67  |
| Население микрорегиона в % к населению штата | Население микрорегиона в % к населению штата | Население микрорегиона в % к населению штата | Население микрорегиона в % к населению штата | 1,46    |

## Статистика
- Валовой внутренний продукт на 2003 год составляет 1 625 244 704,00 реалов (данные: Бразильский институт географии и статистики).
- Валовой внутренний продукт на душу населения на 2003 год составляет 7233,15 реалов (данные: Бразильский институт географии и статистики).

## Состав микрорегиона
В составе микрорегиона включены следующие муниципалитеты:
1. Бон-Жардин
2. Дуас-Баррас
3. Нова-Фрибургу
4. Сумидору